# Weitersfelden
Weitersfelden är en ort och kommun i Österrike. Den ligger i distriktet Freistadt i förbundslandet Oberösterreich, 120 km väster om huvudstaden Wien. 
Kommunen består av 16 orter (Ortschaften) (inom parentes invånarantal 1 januari 2024):

- Eipoldschlag (45)
- Haid (20)
- Harrachstal (72)
- Knaußer (46)
- Markersdorf (27)
- Nadelbach (116)
- Rabenberg (14)
- Reitern (31)
- Ritzenedt (54)
- Saghammer (13)
- Straßreit (8)
- Stumberg (49)
- Waldfeld (37)
- Weitersfelden (357)
- Wienau (71)
- Windgföll (69)